# 顛之托
顛之托（《新唐書》作顛文托）是唐代六詔之一的邆賧詔王，在父王邆羅顛死後繼位，在位年期不明。南詔後來攻佔野共川，顛之托被俘虜，徙置永昌（今雲南保山），邆賧詔亡。
| 前任： 邆羅顛 | 六詔邆賧詔王 | 繼任： 無 |